# Лу Ціоропулос

Лу Ціоропулос #16 проти гравців команди Університету Дьюка, 21 грудня 1953

Луїс (Лу) К. Ціоро́пулос (англ. Louis «Lou» C. Tsioropoulos; народився 31 серпня 1930; Лінн, Массачусетс—22 серпня 2015) — американський баскетболіст. У НБА провів три сезони у складі «Бостон Селтікс» з 1956—1959 роки; двічі став чемпіоном (1957 і 1959).

## Кар'єра
За походженням грек. На студентському рівні виступав за команду Університету Кентуккі під керівництвом Адольфа Раппа. В 1951 році другокурсником Ціоропулос виступав за університетську команду «Кентуккі Вайлдкетс» в Чемпіонаті НАСС, який його команда виграла, здолавши у фіналі команду Університету штату Канзас із рахунком 68—58.
В кінці 1952 року три гравці «Кентуккі Вайлдкетс» були обвинувачені в участі в договірних матчах, тому команда була дискваліфікована на 4 роки. Баскетбольна команда Кентуккійського університету стала першою, що отримала так звану «смертну кару». Це був останній рік навчання для Ціоропулоса та його товаришів по команді, майбутніх членів Зали слави Френка Ремсі і Кліффа Хагена.
Ціоропулос, Ремсі і Хаген закінчили Кентуккійський університет 1953 року і в результаті були обрані на драфті НБА 1953. 24 квітня 1953 року Ціоропулос був обраний клубом «Бостон Селтікс» у сьомому раунді під 60-м номером. Всі троє повернулися до команди «Кентуккі Вайлдкетс» попри те, що випустилися з університету. Після завершення регулярного сезону (Ціоропулос набирав в середньому 14.5 очок за гру) з рекордом 25-0 і позицією № 1 в Associated Press, Кентуккі запропонували брати участь в Турнірі НАСС. Однак за тодішніми правилими НАСС, студентам, що випустились з університету, заборонялося брати участь в післясезонних змаганнях. «Вайлдкетс» відхили запрошоення, тому що вони були змущені грати без Ціоропулоса, Ремсі і Хагена, ризикуючи невдало виступити в сезоні.
Ігровий номер Ціоропулоса #16 був закріплений його альма-матер, а сам він був включений до Зали слави спорту Кентуккійського університету.
У парі з форвардом Томом Гайнсоном, Ціоропулос провів три сезони в НБА у складі «Бостон Селтікс», двічі вигравши чемпіонат в 1957 і 1959 роках. Загалом в НБА зіграв 157 матчів і в середньому за гру набирав 5.8 очок. Його найкращий за результативністю сезон — 1957—58, в якому він набирав в середньому 7.7 очок за гру. Цей сезон єдиний з трьох сезонів, в якому він взяв участь в серії плей-оф; там він набирав в середньому 6.3 очок за гру. Того року, «Сент-Луїс Гокс» зі своїм лідером Бобом Петтітом здолали «Бостон Селтікс» у фіналі НБА 1958 із рахунком 4—2.
Ціоропулос працював директором середньої школи округу Джефферсон і зараз мешкає у Флориді.

### Статистика кар'єри в НБА

#### Регулярний сезон
| Сезон   | Команда        | GP  | GS | MPG  | FG%  | 3P% | FT%  | RPG | APG | SPG | BPG | PPG |
| ------- | -------------- | --- | -- | ---- | ---- | --- | ---- | --- | --- | --- | --- | --- |
| 1956—57 | Бостон Селтікс | 52  |    | 12.9 | .309 |     | .775 | 4.0 | 0.6 |     |     | 4.4 |
| 1957—58 | Бостон Селтікс | 70  |    | 26.0 | .317 |     | .686 | 6.2 | 1.6 |     |     | 7.7 |
| 1958—59 | Бостон Селтікс | 35  |    | 13.9 | .316 |     | .758 | 3.1 | 0.6 |     |     | 4.1 |
| Кар'єра |                | 157 |    | 19.0 | .315 |     | .717 | 4.8 | 1.1 |     |     | 5.8 |

#### Плей-оф
| Сезон   | Команда        | GP | GS | MPG  | FG%  | 3P% | FT%  | RPG | APG | SPG | BPG | PPG |
| ------- | -------------- | -- | -- | ---- | ---- | --- | ---- | --- | --- | --- | --- | --- |
| 1957—58 | Бостон Селтікс | 11 |    | 21.7 | .294 |     | .655 | 5.8 | 1.3 |     |     | 6.3 |
| Кар'єра |                | 11 |    | 21.7 | .294 |     | .655 | 5.8 | 1.3 |     |     | 6.3 |